# 下側頭溝
下側頭溝（かそくとうこう）は大脳にある脳溝のひとつ。側頭葉の凹面にあり、後頭葉のテント面まで伸びている。前方は側頭極の近くから始まり、後方は後頭極の近くまで続く。一本の連続した溝ではなく途中は途切れている。
下側頭溝より上が中側頭回、下が下側頭回と分けられる。